# Етуяха (приток Латтапайяхи)
Етуяха (устар. Ету-Яха) — река в России, протекает по Ямало-Ненецкому АО. Устье реки находится в 10,6 км по левому берегу реки Латтапайяха. Длина реки составляет 40 км.

## Данные водного реестра
По данным государственного водного реестра России относится к Нижнеобскому бассейновому округу, водохозяйственный участок реки — Надым. Речной бассейн реки — Надым.
Код объекта в государственном водном реестре — 15030000112115300048566.